# 照海镜
照海镜是记载在《续子不语》裡的绀色镜子，可以照到几百里以外的鱼和礁石，形状圆形，半径长两尺。像玉和水晶却都不是。中间有一块一白石突起，是透明的。

## 相關
- 中國妖怪列表